# Lamoussa Zoungrana
Pour les articles homonymes, voir Zoungrana (homonymie).
Lamoussa Zoungrana, née le 25 mars 1999, est une coureuse cycliste burkinabé.
En 2023, elle est médaillée de bronze du championnat d'Afrique du contre-la-montre par équipes mixtes.

## Palmarès
- 2021
  - 2e du Tour du Faso
  - 2e du championnat du Burkina Faso sur route[2]
- 2022
  -  Championne du Burkina Faso sur route
- 2023
  -  Championne du Burkina Faso sur route
  -  Médaillée de bronze du championnat d'Afrique du contre-la-montre par équipes mixte
- 2024
  -  Championne du Burkina Faso sur route
  - Tour du Burundi :
    - Classement général
    - 2e et 3e étapes
- 2025
  - 2e du championnat du Burkina Faso sur route

## Classements mondiaux
| Année                                 | 2023 | 2024 |
| ------------------------------------- | ---- | ---- |
| Classement UCI                        | 367e | 526e |
|                                       |      |      |
| Légende : nc = non classéSource : UCI |      |      |